# سالومي (فنان)
سالومي (بالإسبانية: Salomé)‏ (و. 1943  م) هي مغنية إسبانية، ولدت في برشلونة، شاركت في مسابقة الاغنية الاوربية 1969.

## وصلات خارجية
- سالومي على موقع IMDb (الإنجليزية)
- سالومي على موقع ميوزك برينز (الإنجليزية)
- سالومي على موقع ديسكوغز (الإنجليزية)

- سالومي في قاعدة بيانات الأفلام على الإنترنت